# 이윤형 (1960년)
이윤형(李潤炯, 1960년 9월 13일 ~ )은 대한민국의 제8대 대구광역시 동구의원이다.

## 학력
- 경북산업대학 전기공학과 졸업

### 비학위 수료
- 영남대학교 행정대학원 행정학과 석사 졸업
- 영남대학교 최고경영자과정, 법률AP 수료
- 경북대학교 산업대학원 AMP39기 최고경영자과정 수료
- 경북대학교 평생교육원(성공투자과정, 부동산경매과정, 리더십과정) 수료

## 경력
- 1993.01.13 ~ 달구벌OA컴 대표
- 신천새마을금고 이사 (선출직 3선)
- 신천장학회 부회장
- 대구 동구 신천1·2동 지역사회보장협의체 위원
- 대구 동구 신천1·2동 민간사회안전망 위원
- 대구 동구 신천1·2동 주민자치위원회 부위원장
- 영남일보 CEO아카데미 총동창회 부회장
- 영남일보 CEO아카데미 14기 초대 동기회장
- 대구광역시 열린도시재생 아카데미 수료
- 영남일보 CEO아카데미 수료
- 한국청년지도자연합회 연수 수료
- 영남대학교 행정대학원 61대 총학생회 회장
- 영남대학교 법률아카데미 16기원우회 회장
- 영남대학교 법률아카데미 초대 동기회 회장
- 동부경찰서 남신암지구대 범죄예방협의회 위원
- 동부경찰서 남신암지구대 생활안전협의회 고문
- 동부경찰서 남신암지구대 생안위원장
- 대구 동구 신천1·2동 방위협의회 회장
- 자유한국당 신천1·2동 협의회장
- 대구동구행복포럼 상임고문
- 대구 동구 신천1·2동 방위협의회 고문
- 경주이씨 청.장년회 부회장
- 경주이씨 익재공파대종회 이사
- 경주이씨 익재공파 대구경북 종회 부회장
- 민주평화통일자문회의 자문위원
- 경일대학교 총동창회 부회장
- 대구광역시 지체장애인협회 동구지회 자문위원
- 2017 성실납세자인증(대구광역시 세정담당관실)
- 대구광역시 동구 위원회 위원(드림스타트운영, 성별영향분석평가, 일자리창출)
- 대구 동구의회 의원연구단체 ‘동풍’ 대표
- 2018.07 ~ 2021.02 제8대 대구광역시 동구의회 의원
- 2018.07 ~ 2020.07 제8대 대구광역시 동구의회 전반기 경제복지위원회 위원
- 2018.07 ~ 2020.04 제8대 대구광역시 동구의회 전반기 예산결산특별위원회 위원
- 2018.10 ~ 2019.03 제8대 대구광역시 동구의회 대구공항통합이전추진특별위원회 위원
- 2020.05 ~ 2020.07 제8대 대구광역시 동구의회 전반기 예산결산특별위원회 위원장
- 2020.07 ~ 2021.02 제8대 대구광역시 동구의회 후반기 경제복지위원회 위원
- 국민의힘 대구시당 동구 갑 부위원장

## 선거 미실시
- 2021년 2월 3일 '새마을금고 이사장 출마'로 공석 불구 대구 동구의원 보선 실시 않는다

## 역대 선거 결과
| 실시년도 | 선거      | 대수 | 직책   | 선거구                | 정당       | 득표수   | 득표율          | 순위 | 당락 | 비고           |
| -------- | --------- | ---- | ------ | --------------------- | ---------- | -------- | --------------- | ---- | ---- | -------------- |
| 2018년   | 지방 선거 | 8대  | 구의회 | 대구 동구 (다 선거구) | 자유한국당 | 3,683 표 | \| \| 11.61% \| | 3위  |      | 초선, 민선 7기 |
|          | 11.61%    |      |        |                       |            |          |                 |      |      |                |